# Mario Pérez (ur. 1946)
Mario „Pichojos” Pérez Guadarrama (ur. 30 grudnia 1946 w mieście Meksyk) – meksykański piłkarz występujący na pozycji lewego obrońcy, obecnie trener. Jego ojciec Luis Pérez oraz bracia José Luis Pérez, Carlos Pérez i Rodolfo Pérez również byli piłkarzami.

## Kariera klubowa
Pérez jest wychowankiem zespołu Club Necaxa z siedzibą w stołecznym mieście Meksyk, którego piłkarską legendą był jego ojciec Luis. Właśnie po nim odziedziczył popularny przydomek "Pichojos". W meksykańskiej Primera División zadebiutował jako dziewiętnastolatek, w sezonie 1965/1966, podczas którego zanotował jedyne dwa sukcesy z zespołem Necaxy; zdobył wówczas zarówno krajowy puchar – Copa México, jak również superpuchar Meksyku – Campeón de Campeones. W ekipie występował razem ze swoimi trzema braćmi – José Luisem, Carlosem i Rodolfo; w meczu krajowego pucharu z Pumas UNAM w sezonie 1968/1968 wszyscy czterech zagrali w jednej drużynie, ustanawiając światowy rekord. Podczas rozgrywek 1968/1969 zdobył za to swoją pierwszą bramkę w lidze meksykańskiej. Ogółem barwy Necaxy reprezentował przez cztery lata.
W połowie 1968 roku Pérez przeniósł się do innego stołecznego zespołu, Club América. Tam od razu wywalczył sobie pewne miejsce w wyjściowym składzie i w barwach tego klubu spędził zdecydowaną większość swojej kariery. W sezonie 1970/1971 zdobył z Américą swój pierwszy tytuł mistrza Meksyku, a także zajął drugie miejsce w Campeón de Campeones. Rok później, podczas rozgrywek 1971/1972, zanotował z kolei wicemistrzostwo kraju, natomiast w sezonie 1973/1974 po raz drugi triumfował w Copa México, kolejny raz zajmując również drugie miejsce w krajowym superpucharze. Podczas sezonu 1975/1976 osiągnął drugie i zarazem ostatnie w swojej karierze mistrzostwo Meksyku, docierając też do finału pucharu kraju i zdobywając superpuchar. Pierwszy sukces międzynarodowy odniósł za to w 1977 roku, kiedy to triumfował z drużyną prowadzoną przez Raúla Cárdenasa w Pucharze Mistrzów CONCACAF. W 1978 roku zdobył jeszcze Copa Interamericana, sensacyjnie pokonując w trójmeczu słynny argentyński klub Boca Juniors. W Américe grał ogółem przez dziewięć sezonów; przez kibiców i dziennikarzy jest uznawany za jedną z legend klubu i najlepszego lewego obrońcę w jego historii.
W 1978 roku Pérez został ściągnięty przez byłego trenera z Amériki, José Antonio Rocę, do drużyny Tampico Madero FC. Tam spędził kolejny sezon, będąc kluczowym zawodnikiem zespołu, lecz nie zdołał nawiązać do sukcesów odnoszonych uprzednio w barwach Necaxy i Amériki. Owocną piłkarską karierę zakończył w wieku 33 lat. Był opisywany jako dynamiczny, kreatywny i ofensywnie grający boczny defensor, dysponujący świetnymi dośrodkowaniami.

## Kariera reprezentacyjna
W 1967 roku Pérez znalazł się w składzie olimpijskiej reprezentacji Meksyku na Igrzyska Panamerykańskie w Winnipeg, gdzie jego drużyna wywalczyła złoty medal i triumfowała w męskim turnieju piłkarskim. W 1968 roku został powołany przez szkoleniowca Ignacio Trellesa na Igrzyska Olimpijskie w Meksyku. Tam pełnił rolę kluczowego gracza swojej kadry narodowej i rozegrał w niej wszystkie sześć spotkań od pierwszej do ostatniej minuty, nie wpisując się na listę strzelców. Jego reprezentacja, będąca wówczas gospodarzem turnieju, zdołała dotrzeć aż do półfinału, lecz następnie przegrała w meczu o trzecie miejsce, nie zdobywając żadnego medalu.
W 1967 roku Pérez znalazł się w ogłoszonym przez Trellesa składzie na Mistrzostwa CONCACAF, podczas których 6 marca w wygranym 4:0 meczu z Nikaraguą zadebiutował w pierwszej reprezentacji Meksyku. Na tym turnieju wystąpił jeszcze trzykrotnie, zaś jego drużyna zajęła ostatecznie drugie miejsce w rozgrywkach. 26 marca 1968, w wygranym 4:0 sparingu z Japonią, strzelił swojego pierwszego i zarazem jedynego gola w kadrze narodowej. W 1970 roku został awaryjnie powołany przez selekcjonera Raúla Cárdenasa na Mistrzostwa Świata w Meksyku, w miejsce kontuzjowanego Ignacio Jáureguiego. Tam był podstawowym defensorem swojej reprezentacji, występując od pierwszej do ostatniej minuty we wszystkich czterech spotkaniach; w fazie grupowej z ZSRR (0:0), Salwadorem (4:0) i Belgią (1:0), a także w ćwierćfinale z Włochami (1:4). Meksykanie, pełniący wówczas rolę gospodarzy, po raz pierwszy w historii na mistrzostwach świata zdołali wyjść z grupy, w której zajęli drugie miejsce, lecz odpadli z mundialu zaraz potem, w ćwierćfinale. Później występował już wyłącznie w meczach towarzyskich, a ogółem swój bilans reprezentacyjny zamknął na 58 rozegranych konfrontacjach.

## Kariera trenerska
Bezpośrednio po zakończeniu kariery piłkarskiej Pérez rozpoczął pracę w roli szkoleniowca, powracając do swojego byłego zespołu Club América, tym razem jako asystent. W latach 1979–1986 współpracował w nim z José Antonio Rocą, Carlosem Reinoso i Miguelem Ángelem Lópezem, zdobywając dwa mistrzostwa Meksyku – w rozgrywkach 1984/1985 i Prode '85. Samodzielną pracę jako trener rozpoczął w połowie 1986 roku w swojej macierzystej drużynie Club Necaxa. Stołeczną ekipę prowadził przez cały następny sezon, nie odnosząc jednak żadnych sukcesów i po zakończeniu rozgrywek został zastąpiony przez Cayetano Ré. Nigdy więcej nie poprowadził już klubu w pierwszej lidze meksykańskiej. Jego kolejnym przystankiem w roli szkoleniowca była nowo powstała drugoligowa ekipa Atlético Yucatán z miasta Mérida. W sezonie 1988/1989 doprowadził ją do finału rozgrywek Segunda División, lecz jego zawodnicy przegrali wówczas w trójmeczu z Potros Neza, nie awansując do pierwszej ligi.
Po odejściu z ekipy Yucatán Pérez pozostał we wschodniej części kraju, przez trzy i pół roku trenując w niższych ligach meksykańskich kilka klubów z miasta Cancún. Zanotował również roczny pobyt w Salwadorze, będąc szkoleniowcem jednego z tamtejszych czołowych klubów, CD Luis Ángel Firpo. Niedługo potem powrócił do ojczyzny, obejmując funkcję trenera trzecioligowego klubu Alacranes de Durango, z którym na koniec rozgrywek 1998/1999 wywalczył awans do drugiej ligi meksykańskiej, po zwycięstwie zarówno w jesiennym sezonie Invierno, jak i w wiosennym Verano. W późniejszym czasie przez wiele lat prowadził mniej znaczące drużyny z drugiej i trzeciej ligi, takie jak Deportivo Tepic, Jaguares de Tabasco, Brujos de San Francisco del Rincón, Pioneros de Cancún, Guerreros de Acapulco, Reynosa FC, Deportivo Oaxaca i Tampico Madero FC.